# Riccardo Muti
Riccardo Muti (Nápoly, 1941. július 28. –) olasz karmester. 1968-tól 1980-ig a Firenzei Maggio Musicale karmestere és fő-zeneigazgatója, majd 1986-tól 2005-ig a Milánói Scala zeneigazgatója volt.
Vezeti a Luigi Cherubini Ifjúsági Zenekart, amely 2004-ben alakult, székhelye Piacenza és Ravenna. 2010 óta a Chicagói Szimfonikus Zenekar zenei igazgatója, szerződését 2020 nyaráig meghosszabbította.
2015-ben megalapította a Riccardo Muti Italian Opera Academy nemzetközi zenei akadémiát ravennai székhellyel, ahol a növendékek tudásukat vezénylés, zongorázás, és operaéneklés területén tökéletesítik a maestro irányításával.

## Képzése
Domenico Muti molfettai születésű, amatőr tenorista orvos és Gilda Pelli Sellitto, nápolyi születésű, ötgyermekes asszony fiaként Nápolyban született. Tizenhat éves koráig apja pugliai szülővárosában élt, majd visszatért Nápolyba, ahol a II. Viktor Emanuel humángimnáziumban fejezte be középiskolai tanulmányait, közben zongorázni tanult Vincenzo Vitale mesternél, azután a San Pietro a Majella konzervatóriumot dicsérettel végezte el. Később, miután elhagyta a nápolyi filozófiakart, Milánóba költözött, ahol Bruno Bettinellinél zeneszerzést, Antonino Vottónál pedig vezényelni tanult.

## Pályája

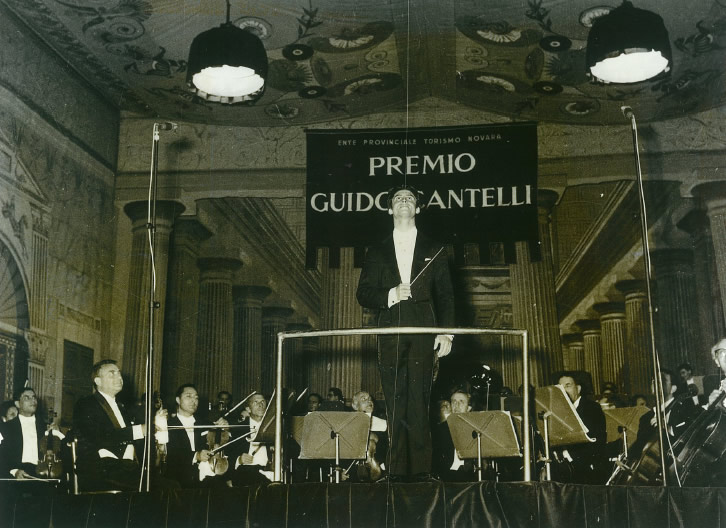
Riccardo Muti a Teatro Coccia pódiumán, 1967-ben

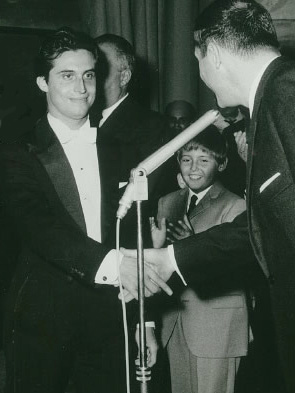
Riccardo Muti a novarai Teatro Cocciában, Novarában, 1967-ben

1967-ben a novarai Teatro Cocciában debütálva elnyerte a fiatal karmesterek, hegedűsök, fuvolisták Premio Cantelli-díját. 1968-tól 1980-ig vezető karmestere, és zenei rendezője volt a Maggio Musicalénak. 1977-ben, firenzei időszaka alatt jelentős érdeklődés mellett Verdi Nabuccóját vezényelte, Luca Ronconi rendezésében. Különösen emlékezetes volt a negyedik felvonásban szereplő, risorgimento-beli katonai egyenruhák szerepeltetése a Teatro Comunaléban, majd Rossini Tell Vilmosa és Verdi Otellója a harmadik felvonás addig kiadatlan verziójával következett.
1969-ben a római RAI Auditoriumban vezényelte A puritánokat, Vincenzo Bellini operáját Mirella Freni, Luciano Pavarotti, Sesto Bruscantini és Bonaldo Giaiotti előadásában, 1970-ben pedig a Teatro Comunaléban rögzítették. Abban az évben a La Fenice velencei színházban megrendezett egy szimfonikus koncertet Cristina Deutekommal, Majd 1971-ben a Rettegett Ivánt, Szergej Szergejevics Prokofjevtől. 1972-ben és 1978-ban koncertezett. 1995-ben rendkívüli koncertet adott a leégett La Fenice újjáépítésére, amit 1996-ban megismételt, a 2003. december 14-i újbóli megnyitón szintén.
1973-tól 1982-ig a Londoni Filharmonikus Zenekar élén Otto Klemperert követte: a zenekarral készített pár felvételt olyan olasz operákból, mint Verdi Aidája Montserrat Caballé és Plácido Domingo közreműködésével, amiből a legtöbb lemezt adták el a világon, a Macbethet, amelyeken újra minden, a régi karmesterek által az évek során kivágott részeket visszatette, a szimfonikus művekbe is, amelyek közül kiemelkedik Schumann és Csajkovszkij teljes szimfóniasorozata.
1973-ban a bécsi Staatsoperben vezényelte az Aidát Gwyneth Jonesszal és Plácido Domingóval, 1974-ben A végzet hatalmát Cesare Siepivel és Sesto Bruscantinivel, 1975-ben Verdi Rekviemjét Fiorenza Cossotto közreműködésével, 1977-ben a Normát Caballéval, Cossottóval, 1983-ban a Rigolettót Renato Bruson és Edita Gruberová főszereplésével, 1993-ban Mozart Figaro házassága következett, majd 2001-ben, a Così fan tutte Barbara Frittoli, Cecilia Bartoli szereplésével az 1994-es és a 2008-as évadban, a Mefistofele Samuel Ramey-vel, 1997-ben, a Don Giovanni Anna Caterina Antonaccival 1999-ben. A mai napig, Muti Bécsben 108 előadást vezényelt.
1975-ben újra műsorra tűzte a firenzei Teatro Comunaléban Verdi Rekviemjét Fiorenza Cossottóval. 1980-tól 1992-ig a Philadelphia Orchestra zenei igazgatójaként számos külföldi turnét dirigált. 1979-ben első karmesternek 1982-ben pedig tiszteletbeli dirigensnek nevezték ki. 1991-ben, a zenekar első ízben mutatta be Giacomo Puccini toszkán zeneszerző Toscáját, maestro Muti irányításával.
2015 júliusában Mutinak teljesült az a vágya, hogy még inkább a fiatal zenészek képzésének szentelje magát: a Riccardo Muti Italian Opera Academy a ravennai Teatro Alighieriben, a sok fiatal zenei tehetséget összehozza a közönséggel, a rajongókkal a világ minden tájáról. A célja, hogy átadja a tapasztalatait a fiatal zenészeknek, hogy megértesse velük, az út komplexitását, amely elvezet a mű megteremtéséhez.

### A Scalánál
1981-ben a milánói Scalában vezényelte a Figaro házasságát Samuel Ramey és Frederica von Stade közreműködésével, koncertet a Philharmonia Zenekarral, 1982-ben, az Ernanit az 1982/1983-as szezon nyitóelőadásaként Plácido Domingo, Renato Bruson, Nikolaj Gjaurov és Mirella Freni főszereplésével, egy szimfonikus koncertet Verdi Giovanna d’Arco nyitányával, Stabat Materével, Te Deumával szent II. János Pál pápa jelenlétében, a Così fan tutte Mozart-operát 1983-ban, egy szimfonikus koncertet a Scala zenekarával 1984-ben, a Philadelphia Zenekarral három szimfonikus koncertet 1985-ben, és 1986 novemberében.
1986–2005 között a Scala zenekarának vezető karmestereként repertoárja:
- Az 1986/1987-es évad nyitóestjén a Nabucco Renato Bruson és Ghena Dimitrova közreműködésével, 1986 decemberében egy hangverseny, Gluck Alkétisz William Matteuzzival és Anne Sofie von Otterrel, a Rómeó és Júlia June Andersonnal és Agnes Baltsával, a Figaro házassága Barbara Hendricksszel, Verdi Rekviemje Cheryl Studerrel és Luciano Pavarottival, egy hangverseny a Philadelphia Orchestrával és egy másik Von Stadéval, 1987-ben;
- Don Giovanni Edita Gruberovával az 1987/1988-as évad nyitányaként, egy Mozart-koncert Waltraud Meier és José van Dam közreműködésével, 1987-ben, A bolygó hollandi, a Nabucco Giorgio Zancanaróval és Dimitrovával a Scalában és a tokiói Nippon Heika Kaikan megnyitásakor, Verdi Rekviemje Daniela Dessìvel a párizsi Notre-Dame-ban, Baltsával a tokiói Hitomi Kinen Hallban és a Milánói dómban, a Rómeó és Júlia a tokiói Bunka Kaikan színházban és az oszakai Festival Hallban, Salvatore Sciarrino Borromini halála című koncertelőadását Tino Carraróval, 1988-ban;
- Tell Vilmos az 1988/1989-es szezon nyitóelőadása, a Figaro Studerrel és Ferruccio Furlanettóval, a Così fan tutte Dessìvel, a Don Giovanni Gruberovával és Furlanettóval, Orfeusz és Euridiké Bernadette Manca di Nissával, Rómeó és Júlia a Moszkvai Nagyszínházban, Verdi Rekviemje Dessìvel a moszkvai konzervatórium Csajkovszkij-termében és a szentpétervári Mariinskij Színházban, koncert a Scalában 1989-ben;
- A szicíliai vecsernye az 1989/1990-es évad nyitóelőadása Zancanaro, Chris Merritt, Furlanetto, Studer, Gloria Banditelli és Carla Fracci közreműködésével, a Rai 2 egyenes adásában, Giovanni Battista Pergolesi Lo frate 'nnamorato nápolyi dialektusban írt műve, 1989-ben, két koncert a Scala zenekarával és egy a Wiener Philharmonikerrel, La clemenza di Tito, a Traviata, 1990-ben;
- Mozart: Idomeneo az 1990/1991-es évadnyitón, Lodoïska con Mariella Devia, a Lo frate 'nnamorato Cecilia Gasdia és a Manca di Nissa, Travia, Ludwig van Beethoven 3. Szimfóniája a Philadelphia Orchestrával, az Attila Ramey-val, Zancanaróval és Studerrel, egy Maurizio Pollini-hangverseny, Mozart: Rekviem, 1991-ben;
- Parsifal Domingóval és Meierrel az 1991/1992-es évadnyitón, a Stabat Mater, Gluck Iphigénia Tauriszban, Traviata, nagyzenekari hangverseny a Scala-zenekarral, egy Radu Lupuval és Beethoven zenéivel, A tó asszonya Rockwell Blake-kel, June Andersonnal és Giorgio Suriannal Rai-felvétel, Verdi: Rekviem a sevillai Teatro de la Maestranza, a madridi Auditorium Nacional, a barcelonai Gran Teatre del Liceu és a milánói San Marco-templomban, 1992-ben;
- Don Carlos Ramey, Pavarotti, Dessì és D'Intino közreműködésével az 1992/1993-as szezon nyitóestjén, Don Giovanni Cecilia Bartolival, az Il bacio della fata és a Bajazzók, a Falstaff Juan Ponsszal, Ramón Vargas la Dessìvel és Manca di Nissával, és két koncert, 1993-ban;
- La Vestale (Spontini) Denyce Gravesszel az 1993/94-es évad nyitóelőadásán, a Don Pasquale, A Teremtés, Rigoletto, egy Gidon Kremer-koncert, egy a Scala zenekarával, egy a Wiener Philharmonikerrel, a frankfurti Alte Oper vendégszereplése Verdi Rekviemjével, Joseph Haydn 48. Mária Terézia-szimfóniája és Rossini Stabat Matere, 1994-ben;
- A walkür Domingóval és Meierrel az 1994/1995-ös évad kezdődarabja, Prokofjev: Rettegett Iván, 1994-ben, Rigoletto, Mefistofele, Requiem (Verdi) a Santa Cecilia Nemzeti Akadémián és a tokiói NHK Hallban egy koncert, La traviata, Falstaff (Verdi) Pons, Vargas, Dessì és Manca di Nissa közreműködésével, 1995-ben;
- Varázsfuvola az 1995/1996-os szezonnyitón, a Rai felvételén Simon Keenlyside, Andrea Rost és Victoria Loukianetz szerepel, Nabucco Brusonnal és Maria Guleghinával, öt hangverseny egyikén a La Fenice zenekarával és kórusával, A Rajna kincse, 1996-ban;
- Christoph Willibald Gluck Armide című ötfelvonásos operáját Anna Caterina Antonacci, Violeta Urmana és Juan Diego Flórez főszereplésével az 1996/1997-es évadnyitón vezényelte, a Rai 1 tévé karácsonyi koncertjét, a Sigfridet, a Figaro házasságát Barbara Frittoli és Bryn Terfel közreműködésével, egy koncertet a Scala zenekarával, egyet a Wiener Philharmonikerrel Franz Schubertnek ajánlva, a Falstaffot, a Traviatát Rost Andreával, Verdi Rekviemjét a San Marco-templomban (Milánó), 1997-ben mutatta be;
- A Macbethet az 1997/1998-es szezon nyitóestjén Brusonnal felvette a Rai, majd a karácsonyi koncertet, A varázsfuvolát, Beethoven teljes szimfóniaciklusát, a Manon Lescaut-t és három hangversenyt 1998-ban dirigált;
- Az istenek alkonya 1998/1999-es nyitóelőadása, a Rai Uno által közvetített karácsonyi hangverseny, A végzet hatalma Leo Nuccival, két koncert, Gluck Armidéje, a h-moll mise, Giovanni Paisiello műve a Nina, avagy a szerelem bolondja, a Don Giovanni, a Beethoven összes szimfóniája, 1999-ben;
- 1999. december 7-én Beethoven Fideliójával nyitotta meg a Scala jubileumi évét, Herzog rendezésében, a karácsonyi koncert Mozart c-moll miséjével (K 427), a Tosca Maria Guleghinával, Salvatore Licitrával, Leo Nuccival és Alfredo Mariottival, egy hangverseny a Wiener Philharmonikerrel, A karmeliták beszélgetései Francis Poulenc operája, a Rigoletto Vargasszal, Alberto Gazaléval és Rost Andreával, Verdi Rekviemje a tokiói NHK Hallban, egy koncert Joseph Haydn zenéiből, A végzet hatalma a tokiói Bunka Kaikanban, négy koncert egyikében a Wanderer Luca Francesconi nagyzenekari műve debütálásával egy másikban Verdi muzsikájával;
- A trubadúr a 2000/2001-es évadnyitón Barbara Frittolival, Violeta Urmanával, Leo Nuccival és Salvatore Licitrával, amit a RAI videóra vett, a karácsonyi koncert Rai Uno közvetítése, Verdi Rekviemje a milánói San Marcóban, a bécsi Musikvereinben, a bukaresti kongresszusi palotában és a Moszkvai Nagyszínházban, a Rigoletto, a Traviata, a Falstaff RAI-felvétele, Az álarcosbál Licitrával és Guleghinával a Rai 2 felvétele és a Rai 5 közvetítése, a Mozart-Rekviem, Rossini Stabat Matere a bukaresti kongresszusi palotában és a poznańi nagy színházban, a Macbeth, Luigi Cherubini Missa solennéje és hangversenyek, 2001-ben;
- Verdi Otellója Domingóval, Nuccival és Frittolival a 2001/2002-es szezonnyitón, a Rai által közvetített karácsonyi hangversenyen és a Teatro degli Arcimboldiban a Traviata, a Figaro házassága és egy koncert a Harag naplója Fabio Vacchi nagyzenekari darabjának bemutatója, a Scala zenekara élén a Rete 4 tévé számára, 2002-ben;
- A Teatro degli Arcimboldiban a 2002/2003-as filharmóniai idénynyitó, Ifigenia Auliszban (Gluck) Violeta Urmanával az operaszezon megnyitójára, Franz Schubert D 678-as Asz-dúr miséjének felvétele a Rai Uno karácsonyi koncertjén, a Fidelio, hangversenyek, A két Foscari Leo Nuccival és Dīmītra Theodosiouval a Rai 1 és a Rai 5 közvetítésében, a Macbeth Leo Nucci/Alberto Gazale és Salvatore Licitra közreműködésével a tokiói Bunka Kaikanban és a Otello (Verdi) az NHK Hallban, 2003-ban;
- A Teatro degli Arcimboldiban Moïse et Pharaon a 2003/2004-es nyitógálán, a Vesperae solemnes de confessore K 339-es Mozart-kórusmű Michele Pertusival a Rai Uno által közvetített karácsonyi koncertje, A karmeliták beszélgetései (opera), hangversenyek, a Falstaff, 2004-ben;
- 2004. december 7-én a Scala rekonstrukciója utáni újranyitásán L'Europa riconosciuta című Antonio Salieri-opera Diana Damrauval és Desirée Rancatoréval a 2004/2005-ös évadnyitón, Hector Berlioz Ünnepi miséje a Rai Uno által közvetített karácsonyi hangversenyen és végül egy koncert a Wiener Philharmonikerrel, 2005-ben.

### Európa vezető színházaiban
A Scala mellett Muti rendezett produkciót Firenze, Nápoly, Philadelphia, München, Bécs, London, Liège operaházaiban, a Ravennai Fesztiválon. Gyakran vendégszerepel a Berlini Filharmonikus Zenekarral és a Wiener Philharmonikerrel.
Az 1996-os Bécsi Fesztivál záróhetében Muti turnézott a Távol-Keleten (Japán, Dél-Korea, Hongkong), valamint Németország több városában, valamint az újévi Koncert Bécsben előadásain 1993, 1997, 2000, 2004, 2018, 2021 (közönség nélkül) és 2025 újév napján. 2008 szeptemberében visszatért a Wiener Philharmonikerhez egy hosszú japán turnéra.
1971 óta, amikor Donizetti Don Pasqualéjával debütált, Herbert von Karajan meghívására, egyike a Salzburgi Ünnepi Játékok állandó szereplőinek, ahol operákat és koncerteket dirigál különös tekintettel Mozart műveire. Kiváltképp a Così fan tutte színre vitele kapott nagy elismerést, amely 1982 és 1988 között szünet nélkül műsoron volt, majd a Don Giovanni 1990-ben, amikor Karajan halála után rábízták a fesztivál igazgatását is.
1991-ben visszavonták meghívását a Titus kegyelme felújítására , mert a rendezés nem készült fel Mozart eme utolsó operájára. Nézeteltérése miatt Salzburg új művészeti igazgatójával, Gerard Mortier-vel, Muti csak koncertekre volt hajlandó a Wiener Philharmonikerrel. 2005-ig, Mortier megbízatása lejártáig A varázsfuvolát koncertelőadásban, 2008-ban pedig Verdi Otellóját már színre vihette a fesztiválon. A londoni Royal Opera House-ban; 1977-ben az Aidát vezényelte Plácido Domingo, Fiorenza Cossotto, Montserrat Caballé közreműködésével, a Macbethtet pedig Renato Brusonnal, Renata Scottóval, 1981-ben.
1980-ban az American Academy of Music of Philadelphia Symphony Halljában „Nyári Napforduló” című sorozat nyitókoncertjeként zenekarra, majd hegedű-zenekarra Ezra Ladermannal, azután zongora-zenekarra vezényelte Tina Davidsonnal, 1983-ban. 1984-ben a salzburgi Kleines Festspielhausban a Così fan tutte vagyis A szerelmesek iskolája c. Mozart-opera felújítását dirigálta Kathleen Csata és Sesto Bruscantini főszereplésével. 1987-ben a berlini Deutsche Staatsoperben Verdi Nabuccóját vezényelte Renato Brusonnal.
1990-ben a Großes Festspielhausban, Salzburgban Mozart: A csapodár meglakol, vagyis Don Giovanni felújítását dirigálta Edita Gruberovával, Ramey-vel és Furlanettóval. Feleségül vette Cristina Mazzavillanit, a Ravennafestival igazgatónőjét, azóta Ravennában él. A házaspárnak három gyermeke van: Francesco, Chiara (híres színésznő, David Fray francia zongoraművész felesége) és Domenico. Verdi és Mozart művei mellett Muti avatott tolmácsolója Pergolesi, Gluck, Bellini, Rossini, Puccini és Wagner operáinak.
Verdi és Mozart remekművei mellett, a Scalában Muti fel akarta hívni a nyilvánosság figyelmét Gluck Alkétisz, Orfeusz és Euridiké , Armidész című operáira, valamint a neo-klasszikus időszak szerzőire, például a Lodoïska Luigi Cherubinitől, La Vestale" Gaspare Spontinitől. Ezen a Mester hozott, húsz év után a Scalában színre vitte a Parsivalt és Wagner egész A Nibelung gyűrűje tetralógiáját, annak ellenére, hogy a kilencvenes évekig a Scala több éve nem mutatott be olyan műveket, mint A végzet hatalma, amely győzedelmes sikert aratott 1999-ben, vagy Puccini Manon Lescaut-ját.
2000-ben a Bécsi Filharmonikusok újévi koncertje dirigense volt a bécsi Großer Musikvereinsaalban; ahol érte már ez a megtiszteltetés 1993-ban (52 évesen az esemény legfiatalabb díszvendégeként), valamint az 1997-ben; majd a rangos ötvenedik újévi koncert 2004-ben, zene: id. és ifj. Johann Strauss műveivel.
2001-ben a mester megkapta a Katolikus Kultúra Nemzetközi Díját, az Arany Kitüntetést Bassano del Grappa katolikus kultúrát művelő iskolájában. De a 2001-es Verdi-évben, a risorgimento mestere halálanak 100. évfordulóján Muti egy szezonban bemutatta a milánóiaknak A trubadúr, a Rigoletto, a Traviata, Az álarcosbál, a Macbeth és végül, december 7-én az Otello Plácido Domingo címszereplő, Barbara Frittoli mint Desdemona, és Leo Nucci mint Jago fellépésével.
Január 27-én a milánói [[Szent Márk -bazilika (Milánó)|San Marco-bazilikában a Scala kórusa és zenekara élén, Verdi halála centenáriumán bemutatta a maestro Rekviemjét. A koncertet ugyanezen közreműködőkkel, két egymást követő estén a Musikvereinben is előadták.
2004-ben létrehozta egy nemzetközi bizottság által kiválasztott fiatal muzsikusokból a Luigi Cherubini Ifjúsági Zenekart. 2005. március 16-án a Scala zenekara személyzete – egy elmaradt koncert miatt – nagyon többséggel megszavazta, hogy Muti lemondását kérjék, aki ezt április 2-án meg is tette. Nem sokkal azután megkapta Brescia városától megkapta az Arturo Benedetti Michelangeli-díjat, Maurizio Pollini után második olasz muzsikusként.
2007. március 2-án a Luigi Cherubini Zenekarral egy különleges koncert keretében Robert Schumann a-moll csellóhangversenyét és Franz Schubert 4., c-moll Tragikus szimfóniáját az arezzói Assisi Szent Ferenc-bazilika Piero della Francesca-freskói előtt, az Ente Filarmonico Italiano által szervezett zenei fesztiválon. Az este folyamán Lorenzo Arriga átadta neki A Filharmonikus-díjat.
2008 februárjában két Grammy-díj-at kapott (Legjobb Klasszikus Album, Legjobb Kórus Előadás) Luigi Cherubini Missa Solemnise felvételéért, amelyet a Bajor Rádió szimfonikus zenekarával az EMI rögzített.
2008 májusában öt évre szóló szerződést írt alá egy évi 10 hetes ciklusra a Chicagói Szimfonikus Zenekarral, 2010. szeptemberi kezdéssel. Muti az amerikai zenekarral turnékat dirigált végig mind hazai, mind nemzetközi helyszíneken. Zenei rendezői megbízatása 2009 januárjában lépett érvénybe Verdi Rekviemjével.
Az utolsó alkalommal, ahogy Muti befejezte együttműködését az amerikai zenekarral, e rangos megbízatás emlékére Molfettának adományozta szigorúan fából készült karmesteri pálcáját, amelyet a város kulturális központjában lévő Raffaele Cormiónak szentelt Palazzo Gioveneben állítottak ki. 2008 decemberében újra olasz operaház, a Teatro dell’Opera di Roma zenekari árkában, ahol addig még soha nem soha nem rendezett műsort, Verdi Otellóját vezényelte, amit korábban, az az évi Salzburgi Fesztiválon is; majd az Iphigénia Auliszban következett, 2009 márciusában.
Ezen produkciók sikere alapján hogy a polgármester Róma, Gianni Alemanno, Róma polgármestere felajánlotta neki, a zenei rendezői állást a főváros capitoliumi színházába, amit a mester 2009 augusztusában, a Salzburgi fesztivál alatt fogadott el: a megállapodás két opera és két szimfonikus koncertre szólt egy szezonban, valamint az új tanárok kiválasztásának felügyelete, akik a Teatro dell’Opera di Roma zenekarát alkotják; 2010-ben a Moïse et Pharaont, 2011-ben pedig a Nabuccót vezényelte, a risorgimento 150. évfordulója alkalmából, majd a Macbethtet. 2009 februárjában a Teatro di San Carlo új szimfonikus évadja megnyitóján, a teljes helyreállítás után, Wolfgang Amadeus Mozart, Niccolò Jommelli és Giuseppe Verdi műveiből adtak koncertet.
2009 júniusában a Demofoonte-ot dirigálta az Opéra national de Paris-ban. 2010. február 23-án Riccardo Muti a New York-i Metropolitan Opera közönsége előtt Verdi Attiláját vezényelte Violeta Urmana, Ramón Vargas és Samuel Ramey közreműködésével; s már megerősítette, hogy a következő szezonban mindig visszatér oda Rossini Armidájával. Szintén 2010-ben megjelent önéletrajza 'Előbb a zene, azután a szavak címmel. 2011. február 4-én Chicagóban, a Chicagói Szimfonikus Zenekar koncertpróbáján elesett, aminek következtében állcsontja eltört, s a következő napokban, a Northwestern Memorial Kórházban meg kellett operálni.
Szabálytalan szívverése miatt 2010 a chicagói kórházba vonult szívritmus-szabályozó beültetésére. 2011. február 13-án mint a Chicagói Szimfonikus Zenekar dirigense, két Grammy-díjat nyert a Legjobb Klasszikus Album, és Legjobb Kórus Teljesítmény kategóriákban a Verdi-Requiemért Barbara Frittolival. A Macbethet vezényelte 2011 augusztusában a Salzburgi Ünnepi Játékokon, valamint november/decemberben a Teatro dell’Opera di Roma színpadán.
2014-ben Puccini Manon Lescaut-ját vezényelte Anna Jurjevna Nyetrebko közreműködésével Rómában, majd Verdi Rekviemjét Francesco Melivel, a Teatro Realban pedig Daniela Barcellonával, Riccardo Zanellatóval a Ravenna Fesztiválon a Ljubljana Fesztiválon, a Simon Boccanegra, valamint a Nabucco Sonia Ganassival a tokiói Bunka Kaikanban a Teatro dell'Operában. December 10-én megnyitotta a színházi szezont a foggiai Teatro Giordanóban, amely 10 évre felújítás végett zárva volt.

## Akadémiai díjai
1996. március 30-án muzikológiadiplomát kapott honoris causa a Paviai Tudományegyetemtől. 1999. február 24-én pedig honoris causa irodalomdiplomát a Milánói Szent Szív Katolikus Egyetemtől. 2007. március 3-án honoris causa irodalom- és színidiplomát kapott a Sienai Tudományegyetem arezzói bölcsészettudományi karától, amit Silvano Focardi rektor személyesen adott át neki. A kar indoklása: „értelmező művészete, tevékenysége az elavult kánonok megújításában pozitívan befolyásolta a fiatal karmesterek diffúzióját, a művészet, a zene, a közönség, a fiatalok között, alapítványa fontos zenei intézményre, számos humanitárius kezdeményezése, figyelemre méltó képviselője az olasz kultúra terjesztésének a világon”.

## Vitája a Scalával
A Carlo Fontana főfelügyelővel való többszöri összetűzés után, Muti nem volt hajlandó részt venni a sajtótájékoztatón a 2003-as szezon előtt; zenei igazgatóként ő Mauro Melit jelölte új művészeti igazgatónak, de Meli a főfelügyelő számára elfogadhatatlan volt. Később Fontanát elmozdították pozíciójából, s helyére a tisztségéből felmentett Meli került. A zenészek Fontana oldalán álltak Mutival szemben. 2005. március 16-án a zenekar és a személyzet nagy többséggel (hétszáz az öt arányban) bizalmatlansági indítványt szavazott meg ellene, mivel lemondott egy már programba vett koncertet, és más produkciókat is blokkoltak a folyamatos ellentétek. Végül április 2-án Muti lemondott, a felé irányuló „ellenséges scalai” környezetre hivatkozva.

## A kultúra felszabdalására irányuló intézkedések elleni tiltakozása
2011. március 12-én, a római operában tartották az Itália egyesítése 150. évfordulójára rendezett sorozat nyitó előadásaként Verdi Nabuccóját vezényelte. A harmadik felvonás híres refrénje, a „Va, pensiero” végén a közönség tomboló tapssal ismétlést követelt. Ekkor Muti, szakítva az operai hagyománnyal, és Verdi instrukcióival, az előadást megszakítva, a közönség felé fordult, rövid beszédben ecsetelte a kormány kultúrát érintő bejelentéseit, majd a publikumot is vezényelve, a kórussal együtt énekelték el az ismétlést.

## Elismerések, díjak

### Olasz kitüntetései
- Aranyérem a kultúra és a művészet kiválóságainak — rendes szalag, 1997. január 13.
- Az Olasz Köztársaság Nagy Keresztje Lovagja, 1990. december 27.
- Az Olasz Köztársaság Becsületrendje Nagy Tiszti fokozata, 1980. június 2.
- Az Olasz Köztársaság Becsületrendje Parancsnoki fokozata, 1978. július 13.

### Külföldi kitüntetései

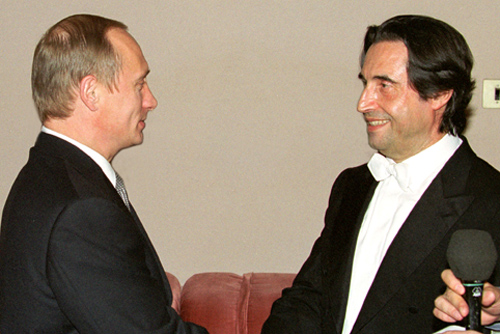
Riccardo Muti és Vlagyimir Putyin (2000. június 2.)

- Cavaliere di II Classe dell'Ordine del Sol Levante, Ravenna, Pala De Andrè, 3 luglio 2016[25]
- A Nagy Szent Gergely Rend Nagy Keresztje Lovagja, Vatikán, VI. Pál-terem, 2012. május 13.[26]
- Premio Principe delle Asturie per l'arte, Oviedo, 2011. október 21.
- A francia Becsületrend Tiszti fokozata, Párizs, 2010. június 4.
- Barátságért érdemrend, Oroszország, 2001. október 1.
- A Brit Birodalom Rendje Tiszteletbeli Lovagja, Milánó, 2000. október
- Az Osztrák Köztársaság Becsületrendje II. osztályú parancsnoki fokozata), 2001. június 29.
- Németország becsületkeresztje I. osztály, 2001. június 29.

### Tiszteletnyilvánítások
- A Royal Academy of Music tiszteletbeli tagja (1981)
- Milánó város nagy aranyérme
- A Musica Barcelona A palota múzsája díja (1997)
- Művészeti Wolf-díj (2000) Izrael Állam elnöke által, „korunk egyik kiemelkedő karmesterének”
- Busseto díszpolgára „páratlan Verdi-tolmácsolásaiért”, 1997
- Besana in Brianza díszpolgára a Nemzetközi Zenekarok Besana (Brianza) X Konferenciáján
- Molfetta díszpolgára, amellyel elnyerte a város Becsületpecsétjét
- Róma díszpolgára (visszautasította)[27]
- Birgit Nilsson Díj (Svédország, 2011)
- Capua város díszpolgára (2014/12/3)
- Bergamo város aranyérme (2016/11/29)

## Diszkográfia
Részleges lista a legfontosabb felvételekről:

### CD
- Beethoven: Hegedűhangverseny op. 61 – Repin/Muti/Wiener Philharmoniker, 2007, Deutsche Grammophon
- Beethoven: Szimfóniák No. 1 & 5 – Riccardo Muti/Philadelphia Orchestra, 2005, EMI
- Beethoven: Szimfónia No. 3 & Nyitányok – Riccardo Muti/The Philadelphia Orchestra, 2005, EMI
- Beethoven: Szimfónia No. 6 – Leonóra nyitány No. 3 – Riccardo Muti/Philadelphia Orchestra, 2006, EMI
- Beethoven: Szimfóniák No. 7 & 8 – Riccardo Muti/Riccardo Muti/Philadelphia Orchestra, 2005, EMI
- Beethoven: Szimfónia No. 9 op. 125 'Choral' – Cheryl Studer/James Morris/Riccardo Muti/Philadelphia Orchestra/Peter Seiffert/Westminster Kórus/Delores Ziegler, 2005, EMI
- Beethoven: Összes szimfóniája – Riccardo Muti, 2011, Warner/EMI
- Bellini, Norma – Riccardo Muti/Coro del Maggio Musicale Fiorentino/Jane Eaglen/Dimitri Kavrakos/Vincenzo La Scola/Orchestra del Maggio Musicale Fiorentino/Ernesto Gavazzi/Carmela Remigio/Eva Mei, 2012 EMI
- Bellini: Rómeó és Júlia – Agnes Baltsa/a Covent Garden kórusa/Dano Raffanti/Edita Gruberova/Gwynne Howell/John Tomlinson/a Covent Garden zenekara/Riccardo Muti, 2005, EMI
- Bellini: A puritánok – Riccardo Muti, 2003, EMI
- Berlioz: Rómeó és Júlia, fantasztikus szimfónia – Riccardo Muti/Philadelphia Orchestra, 2011 Warner
- Bruckner: Szimfóniák No. 4 & 6 – Riccardo Muti/Berliner Philharmoniker, 2011, Warner
- Cherubini: Missa Solemnis E-dúr – Riccardo Muti/a Bajor Rádió szimfonikus zenekara, 2007, EMI
- Debussy: A tenger – Philadelphia Orchestra/Riccardo Muti, 1994, EMI
- Donizetti: Don Pasquale – Ambrosian Opera Chorus/Philharmonia Orchestra/Riccardo Muti, 2010, EMI
- Dvořák: Szimfónia No. 9 'Újvilág' – Csajkovszkij: Rómeó & Júlia, nyitány – Riccardo Muti, 2003, EMI
- Gluck: Orfeusz és Euridiké – Riccardo Muti/Philharmonia Orchestra, 1982, EMI
- Haydn: A Megváltó utolsó hét szava a kereszten – Riccardo Muti, 2003, EMI
- Handel: Vízizene – Riccardo Muti, 2005, EMI
- Leoncavallo: Bajazzók – Muti/Dessì/Pavarotti/Pons/Coni/Gavazzi/Philadelphia Orchestra, 1992, Decca[28]
- Liszt: Faust-szimfónia – Riccardo Muti/Philadelphia Orchestra, 2008, EMI
- Mahler: Szimfónia No. 1 – Philadelphia Orchestra/Riccardo Muti, 1984, EMI
- Mascagni: Parasztbecsület – Leoncavallo: Bajazzók – Philharmonia Orchestra/Riccardo Muti, 1979, EMI
- Mendelssohn: Szimfóniájk No. 3 & 5 – Riccardo Muti, 2011, Warner/EMI
- Mozart: Così Fan Tutte – Riccardo Muti/Wiener Philharmoniker, 1983, EMI
- Mozart: Don Giovanni – Riccardo Muti/Wiener Philharmoniker, 2003, EMI
- Mozart: Da Ponte operái – Riccardo Muti, 2013, Warner/EMI
- Mozart: Figaro házassága – Konzertvereinigung der Wiener Staatsopernchor/Riccardo Muti/Wiener Philharmoniker, 1987, EMI
- Mozart: Requiem & Ave verum – Riccardo Muti/Berliner Philharmoniker, 2011, EMI
- Mozart: Hegedűversenyek No. 2 & 4 – Divertimento No. 1 – Frank Peter Zimmermann/Berliner Philharmoniker/Jörg Faerber/Riccardo Muti/Württembergisches Kammerorchester Heilbronn, 2003, EMI
- Mozart szimfóniák 35-41, Schumann szimfóniák 1-4 Brahms szimfóniák 1-4 – Muti/Wiener Philharmoniker/Philadelphia Orchestra, Decca
- Musszorgszkij: Egy kiállítás képei – Sztravinszkij: Tavaszi áldozat – Riccardo Muti/Philadelphia Orchestra, 1992, EMI
- Orff: Carmina burana – Arleen Auger/John Van Kesteren/Riccardo Muti/Jonathan Summers, 1980, EMI
- Paganini: Hegedűverseny No. 4, Suonata Varsavia – Gidon Kremer/Riccardo Muti/Wiener Philharmoniker, 1997, Philips
- Prokofjev: Rómeó és Júlia, szvit – Respighi: Róma fenyői – Riccardo Muti/The Philadelphia Orchestra, 2005, EMI
- Prokofjev: Rettegett Iván; Rómeó és Júlia – Riccardo Muti, 2011, Warner/EMI
- Puccini: Manon Lescaut – Muti/Cura/Guleghina/Gallo, 1998, Deutsche Grammophon
- Puccini: Tosca – Muti/Vaness/Zancanaro, 1992, Decca
- Rahmanyinov: Zongoraverseny No. 2 & Rhapsody on a Theme of Paganini – Andrei Gavrilov/Riccardo Muti/Philadelphia Orchestra, 2008, EMI
- Ravel: Spanyol rapszódia; Une barque sur l'ocean – Riccardo Muti/The Philadelphia Orchestra, 2011, Warner
- Respighi: Róma fenyői; Róma kútjai – Riccardo Muti/The Philadelphia Orchestra, 2011, Warner
- Rimszkij-Korszakov: Seherazádé – Csajkovszkij: '1812' nyitány – Riccardo Muti/Philadelphia Orchestra, 2001, EMI
- Rossini: A tó asszonya – Muti/Blake/Merritt/Anderson, 1992, Decca
- Rossini: Tell Vilmos – Muti/Zancanaro/Merritt/Surjan, 1988, Decca
- Rossini: Kis ünnepi mise/Stabat Mater – Riccardo Muti/Agnes Baltsa/David Briggs/Stephen Cleobury/a firenzei Maggio Musicale kórusa/Brigitte Fassbaender/Robert Gambill/Nicolai Gedda/Gwynne Howell/Dimitri Kavrakos/King's College Choir/Cambridge/Katia és Marielle Labèque/Catherine Malfitano/Orchestra del Maggio Musicale Fiorentino/Lucia Popp, 2005, EMI
- Rota: Filmzene – a Scala zenekara/Riccardo Muti, 1997, SONY BMG
- Rota: "La Strada", Vonóskoncert & "Il Gattopardo" – a Scala zenekara/Riccardo Muti, 1995, Sony
- Rota: Zongoraversenyek – Giorgia Tomassi/a Scala zenekara/Riccardo Muti, 1998, EMI
- Schubert, Symphonies Nos 1 & 8 – Riccardo Muti/Wiener Philharmoniker, 2011 EMI
- Schubert, Symphony No. 9 – Riccardo Muti/Wiener Philharmoniker, 1987 EMI
- Schumann, The Symphonies – Riccardo Muti/Wiener Philharmoniker, 2001 Philips
- Schumann, Symphonies 1–4 – Riccardo Muti, 2011 EMI
- Scriabin, Symphonies – Riccardo Muti/The Philadelphia Orchestra, 2001 EMI
- Tchaikovsky, Swan Lake & Sleeping Beauty Suites – Riccardo Muti/The Philadelphia Orchestra, 2012 EMI
- Tchaikovsky: Symphonies 1–6; Ballet Music – Riccardo Muti, 2011 Warner/EMI
- Verdi, Aida – Riccardo Muti, 1974 EMI
- Verdi, Attila – Cheryl Studer/Coro del Teatro alla Scala di Milano/Ernesto Gavazzi/Giorgio Surian/Giorgio Zancanaro/Neil Shicoff/Orchestra del Teatro alla Scala di Milano/Riccardo Muti/Samuel Ramey, 1989 EMI
- Verdi, Un ballo in maschera – Plácido Domingo/Martina Arroyo/Piero Cappuccilli/Fiorenza Cossotto/Reri Grist/Riccardo Muti, 1975 EMI
- Verdi, Don Carlo – Coro del Teatro alla Scala di Milano/Daniella Dessi/Luciana D'Intino/Luciano Pavarotti/Orchestra del Teatro alla Scala di Milano/Paolo Coni/Riccardo Muti/Samuel Ramey, 1992 EMI
- Verdi, La forza del destino – Giorgio Zancanaro/Mirella Freni/Orchestra del Teatro alla Scala di Milano/Plácido Domingo/Riccardo Muti, 1986 EMI
- Verdi, Macbeth – Sherrill Milnes/José Carreras/Fiorenza Cossotto/Riccardo Muti/Ruggero Raimondi, 1976 EMI
- Verdi, Nabucco – Matteo Manuguerra/Nicolai Ghiaurov/Veriano Luchetti/Riccardo Muti/Elena Obraztsova/Renata Scotto/Philharmonia Orchestra, 1978 EMI
- Verdi, La traviata – Philharmonia Orchestra of London/Renato Bruson/Renata Scotto/Alfredo Kraus/Riccardo Muti, 1980 EMI Great Recordings of the Century
- Verdi, La traviata – Riccardo Muti/Roberto Gabbiani/Ernesto Gavazzi/Orchestra del Teatro alla Scala/Ernesto Panariello/Tiziana Fabbricini/Antonella Trevisan/Silvestro Sammaritano/Roberto Alagna/Coro del Teatro alla Scala/Enzo Capuano/Orazio Mori/Nicoletta Curiel/Francesco Musinu/Paolo Coni/Enrico Cossutta, 1992 Sony
- Verdi, Il trovatore – Riccardo Muti, 2000 Sony
- Verdi, I vespri siciliani – Capuano/Cheryl Studer/Chris Merritt/Coro del Teatro alla Scala di Milano/Ernesto Gavazzi/Ferrero Poggi/Ferruccio Furlanetto/Francesco Musinu/Giorgio Zancanaro/Gloria Banditelli/Mario Chingari/Orchestra del Teatro alla Scala di Milano/Paulo Barbacini/Riccardo Muti, 1989 EMI
- Verdi, Messa da Requiem – Riccardo Muti/Chicago Symphony Orchestra/Chicago Symphony Chorus/Barbara Frittoli/Olga Borodina/Mario Zeffiri/Ildar Abdrazakov, 2010 CSO Resound – Grammy Award for Best Classical Album 2011
- Verdi, Requiem & Four Sacred Pieces – Riccardo Muti, 2011 Warner
- Verdi, Requiem – Luciano Pavarotti/Coro del Teatro alla Scala di Milano/Riccardo Muti/Orchestra del Teatro alla Scala, Milano/Samuel Ramey/Cheryl Studer/Dolora Zajick, 1987 EMI
- Verdi: Requiem & Cherubini: Requiem in C Minor – Riccardo Muti/Agnes Baltsa/Veriano Luchetti/Eugeny Nesterenko/Renata Scotto, 1995 EMI
- Verdi: Nyitányok, Balettzene & Operakórusok – Riccardo Muti, 2013, EMI
- Verdi: Operaslágerek – Riccardo Muti, 2013, EMI
- Vivaldi: Magnificat – Gloria – Riccardo Muti/New Philharmonia Orchestra, 1977, EMI
- Vivaldi: Négy évszak – Riccardo Muti/Giulio Franzetti, 1994, EMI
- 1997 Újévi koncert – Riccardo Muti/Wiener Philharmoniker, 1997, EMI
- 2000 Újévi koncert – Riccardo Muti/Wiener Philharmoniker, EMI
- 2004 Újévi koncert – Id. és ifj. Josef Strauss és Eduard/Lanner – Muti/Wiener Philharmoniker, Deutsche Grammophon
- Riccardo Muti – The Platinum Collection, 2006, EMI
- Muti, The Platinum Collection 2 – Riccardo Muti, 2006, EMI

### DVD & BLU-RAY
- Mozart: A varázsfuvola (Salzburg, 2006) – Muti/Pape/Damrau/Groves/Wiener Philharmoniker, rendezte: Pierre Audi, 2006, Decca
- Mozart: Così fan tutte (La Scala, 1989) – Daniela Dessi/Alessandro Corbelli/Claudio Desderi/Riccardo Muti, Opus Arte/Naxos
- Puccini: Manon Lescaut – Muti/Cura/Guleghina/Gallo, rendezte: Liliana Cavani, 1998, TDK
- Verdi: Szicíliai vecsernye – Cheryl Studer/Chris Merritt/Giorgio Zancanaro/Ferruccio Furlanetto/a Milánói Scala kórusa és zenekara/Riccardo Muti, rendezte: Pier Luigi Pizzi, 1989, Opus Arte
- Verdi: Álarcosbál – Muti/Licitra/Guleghina/La Scala, 2001, RAI/EuroArts

## Fordítás
- Ez a szócikk részben vagy egészben  a   Riccardo Muti című olasz Wikipédia-szócikk ezen változatának fordításán alapul.  Az eredeti cikk szerkesztőit annak laptörténete sorolja fel. Ez a jelzés csupán a megfogalmazás eredetét és a szerzői jogokat jelzi, nem szolgál a cikkben szereplő információk forrásmegjelöléseként.